# 웹 1.0
웹 1.0은 웹 2.0이 유행하기 전의 월드 와이드 웹 상태를 일컬으며, 1994년부터 2004년까지의 기간 동안에 있던 대부분의 웹사이트가 이에 해당한다. 웹 1.0 의 기본적인 개념은 디렉터리 검색이다. 모든 자료는 체계적으로 분류되어 있으며, 사용자들은 해당 카테고리를 통해 자료를 검색하게 된다. (대표적인 싸이트로 1990년대 야후는 체계적인 카테고리 분류로 상당한 인기를 끌었었다.)
2006년 11월, 테크넷 서밋에서 넷플릭스의 창립자이자 최고책임자인 리드 헤스팅스는 이 웹의 구문을 다음과 같이 간단히 정리하였다.
| “ | 웹 1.0은 전화 접속, 평균 50K 정도의 대역이었으며, 웹 2.0은 평균 1 메가비트의 대역이며, 웹 3.0은 완전한 비디오 웹이 될만큼 속도가 나오는 10 메가비트의 대역이 될 것이다. | ” |
|   | — 리드 헤스팅스 |   |

## 전형적인 웹 1.0 웹사이트의 요소
- 정적 페이지
- 프레임셋의 사용
- 첫 브라우저 전쟁 동안에 도입된 <blink>와 <marquee> 태그와 같은 사유 HTML 확장 기능
- 온라인 방명록
- GIF 단추[1]

## 참조
1. ↑  “Web 1.0 Revisited - Too many stupid buttons”. 2006년 2월 16일에 원본 문서에서 보존된 문서. 2015년 9월 4일에 확인함.

## 같이 보기
- 웹 2.0
- 웹 3.0